# Cody Johnson
Cody Daniel Johnson, detto CoJo (Huntsville, Texas, 21 maggio 1987), è un cantautore e cantante statunitense.
Esponente della musica country, Johnson ha riscosso notevole successo negli Stati Uniti grazie alle sue doti canore e alle sue performance dinamiche dal vivo.

## Carriera

### Inizi
È originario del Texas ed ha iniziato a suonare all'età di dodici anni, interessandosi subito alla musica country.
Nel 2006 ha formato la Cody Johnson Band con suo padre Carl ed il batterista Nathan Reedy. Insieme hanno registrato l'album Black and White Label. Con l'aggiunta del chitarrista Matt Rogers è stato realizzato l'album Live and Rocking.

### Successo
Nel 2009 è stato pubblicato l'album Six Strings One Dream. Il successivo album A Different Day, prodotto da Trent Willmon, è stato pubblicato nel 2011. Nel 2012 i collaboratori di Johnson erano Nathan Reedy, Jeff Smith, il violinista Jody Bartula ed il bassista Joey Pruski.
Anche il successivo Cowboy Like Me (2014) è stato prodotto da Willmon. Il sesto album Gotta Be Me è uscito nell'agosto 2016.
Nel gennaio 2019 pubblica il suo primo album per una "major", ovvero Ain't Nothin' to It. Nello stesso anno collabora con Brooks & Dunn per una versione di Red Dirt Road inclusa nell'album Reboot del duo.
Il suo ottavo album Human: The Double Album, uscito nell'ottobre 2021, è stato anticipato dal singolo 'Til You Can't. Questo brano ha ottenuto diversi premi, tra cui due premi dalla Country Music Association ("singolo dell'anno" e "video dell'anno") e un Grammy Award come "miglior canzone country".

## Stile musicale
Lo stile di Cody Johnson è stato classificato come country neo-tradizionale, a causa del suo completo distaccamento da influenze pop. Tra gli artisti che egli cita come influenze vi sono George Strait, Willie Nelson e Hank Williams.
Oltre che per le sue energetiche esibizioni live, Cody Johnson ha ottenuto un ampio seguito anche grazie al suo stile vocale riconoscibile e alle sue capacità chitarristiche.

## Vita privata
Cody è sposato dal 2008 con Brandi Johnson e la coppia ha due figlie: Clara Mae e Cori, rispettivamente nate nel 2015 e nel 2017. Il suo hobby preferito è il rodeo, sport di cui era anche un atleta professionista.
Cody Johnson è un cristiano battista.

## Discografia

### Album in studio
| Anno | Titolo                  | Massima posizione in classifica | Massima posizione in classifica | Massima posizione in classifica | Massima posizione in classifica | Certificazione             |
| Anno | Titolo                  | USA Country                     | USA                             | AUS                             | CAN                             | Certificazione             |
| ---- | ----------------------- | ------------------------------- | ------------------------------- | ------------------------------- | ------------------------------- | -------------------------- |
| 2006 | Black and White Label   | —                               | —                               | —                               | —                               |                            |
| 2009 | Six Strings One Dream   | —                               | —                               | —                               | —                               |                            |
| 2011 | A Different Day         | —                               | —                               | —                               | —                               |                            |
| 2014 | Cowboy Like Me          | 7                               | 33                              | —                               | —                               |                            |
| 2016 | Gotta Be Me             | 2                               | 11                              | —                               | —                               |                            |
| 2019 | Ain't Nothin' to It     | 1                               | 9                               | —                               | —                               | - Stati Uniti: Disco d'oro |
| 2021 | Human: The Double Album | 3                               | 19                              | —                               | —                               | - Stati Uniti: Disco d'oro |
| 2023 | Leather                 | 5                               | 18                              | 88                              | 55                              |                            |